# Graukopfmöwe

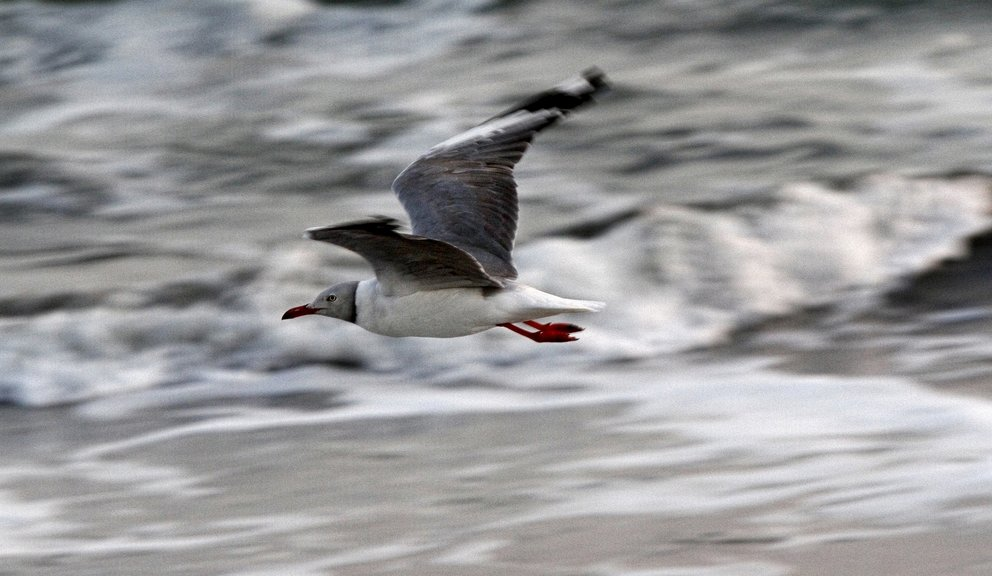
Fliegende Graukopfmöwe mit erkennbarem Handschwingenmuster (Gambia)

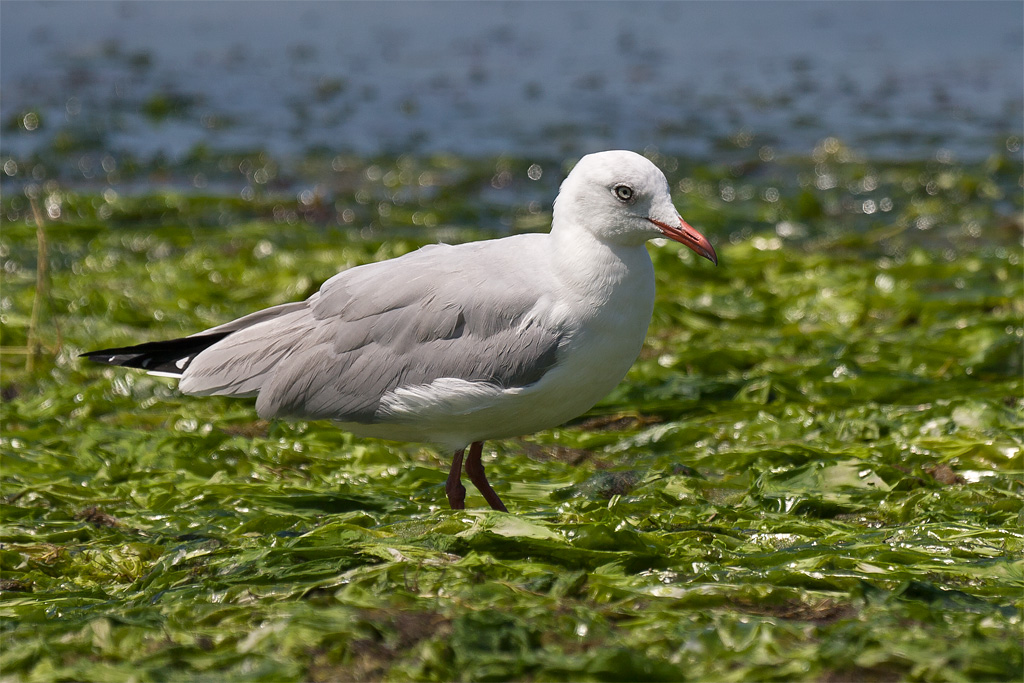
Graukopfmöwe im Schlichtkleid (Peru)

Die Graukopfmöwe (Chroicocephalus cirrocephalus, Syn.: Larus cirrocephalus) ist eine mittelgroße Möwenart, die in mehreren großen und kleinen Teilarealen vorkommt, die über Afrika und Südamerika zerstreut liegen.

## Beschreibung
Die Graukopfmöwe ist mit einer Körperlänge von 39 bis 42 cm größer und kräftiger gebaut als eine Lachmöwe. Die Flügelspannweite liegt bei 100–115 cm, die Flügellänge beim adulten Männchen zwischen 308 und 343 mm, bei Weibchen zwischen 290 und 328 mm. Das Gewicht kann zwischen 211 und 388 g betragen. Der Kopf ist ebenfalls größer als der der Lachmöwe, die Stirn etwas langgezogener, der Schnabel kräftiger. Zudem wirken die Brust gewölbter, die Flügel länger und breiter. Typisch ist eine aufrechte Pose mit erhobenem Kopf und gesenktem Schwanz. Im Flug werden die Flügel oft leicht angewinkelt; der Flügelschlag ist relativ langsam. Die Geschlechter unterscheiden sich nicht. Die Vögel sind ab dem zweiten oder dritten Jahr ausgefärbt.

### Adulte Vögel
Adulte Vögel im Brutkleid tragen eine graue Kopfkappe, die nach unten hin durch einen dunklen Rand begrenzt ist. Die Augen wirken aufgrund der gelblich weißen Iris etwas starrend und sind von einem roten Orbitalring umrandet. Der Schnabel ist dunkel rot und zeigt bisweilen eine schwarze Spitze; Beine und Füße sind hell rot. Das Weiß an Hinterkopf, Nacken und Hals geht auf dem vorderen Rücken nach und nach in das mittlere Grau der Oberseite über. Diese ist etwas dunkler als bei einer Lachmöwe. Unterseite, Bürzel und Schwanz sind reinweiß. Der Oberflügel ist grau und zeigt das gattungstypische schmale, weiße Dreieck auf dem vorderen Handflügel. Die Basen der Handschwingen sind weiß und ragen bogenförmig in das Schwarz der Flügelspitze hinein, das durch breite subterminale Felder gebildet wird, die zum Handflügel hin kleiner werden und auslaufen. Auf den beiden äußeren Handschwingen findet sich vor den Spitzen ein auffälliger weißer Spiegel. Der Unterflügel ist dunkel grau.
Im Schlichtkleid ist der Kopf bis auf einen schwarzen Ohrfleck und einen verwaschenen Fleck am Auge weiß. Verwaschene Reste der Kopfkappe können angedeutet sein und verlaufen am Hinterrand der Kappe und über dem Auge quer über den Scheitel. Manche Vögel sind aber auch fast ganz weißköpfig. Der Schnabel ist hellrot bis orangerot mit dunkler Spitze; Beine und Füße sind rot bis rotorange.

### Jugendkleider
Das Jugendkleid ähnelt dem der Lachmöwe, zeigt aber ein undeutlicheres Kopfmuster und wirkt insgesamt bräunlicher. Der Schnabel, Beine und Füße sind fleischfarben bis gelblich fleischfarben. Der Schnabel zeigt eine dunkle Spitze. Auf dem Kopf ist auf weißem Grund eine bräunlich verwaschene Kappe angedeutet, in der ein dunkler Ohrfleck und weiße Lider auffallen. Das Auge ist von einem rötlich braunen Orbitalring umrandet, die Iris ist braun. Unterbrochen von einem weißlichen Nackenband setzt sich die bräunliche Tönung an Hals, Nacken, Brustseiten und auf dem vorderen Rücken fort. Die Unterseite ist weißlich. Der Rücken wirkt aufgrund dunkler Federzentren und heller Säume geschuppt; der Bürzel ist hell grau. Der Schwanz trägt eine schmale, dunkle Subterminalbinde. Das Grau des Oberflügels wird von einem braunen Armdeckenfeld sowie braunen Bändern am Rand von mittleren und großen Armdecken unterbrochen. Der vordere Teil des Handflügels ist weiß. Hierzu kontrastieren der dunkle Fittich, ein dunkles Band auf den Handdecken und die schwarze, nach innen bogenförmig ausgerandete Flügelspitze. Die Armschwingen sind schwarz mit weißem Spitzensaum.
Das erste Schlichtkleid ähnelt dem Jugendkleid. Der Kopf ist aber weitgehend weiß wie bei adulten Vögeln im Schlichtkleid. Der untere Nacken ist bis auf den vorderen Rücken hell grau. Der dunkler graue Rücken ist oft noch von einzelnen Federn des Jugendkleides durchsetzt. Die dunklen Partien auf dem Oberflügel hellen sich auf. Der Schnabel färbt sich an der Basis bereits dunkel rötlich, Beine und Füße sind rötlich braun.
Im zweiten Winter sind die Vögel fast ganz ausgefärbt. Manchmal ist eine dunkle Iris erhalten. Schnabel, Beine und Füße sind oft noch matter als bei adulten Vögeln. Auf dem Oberflügel ist oft noch aufgrund von dunklen Schwingenzentren ein dunkler Flügelhinterrand angedeutet. Der weiße Spiegel auf den äußeren Armdecken ist oft noch nicht ganz so ausgedehnt wie bei adulten Vögeln.

## Verbreitung

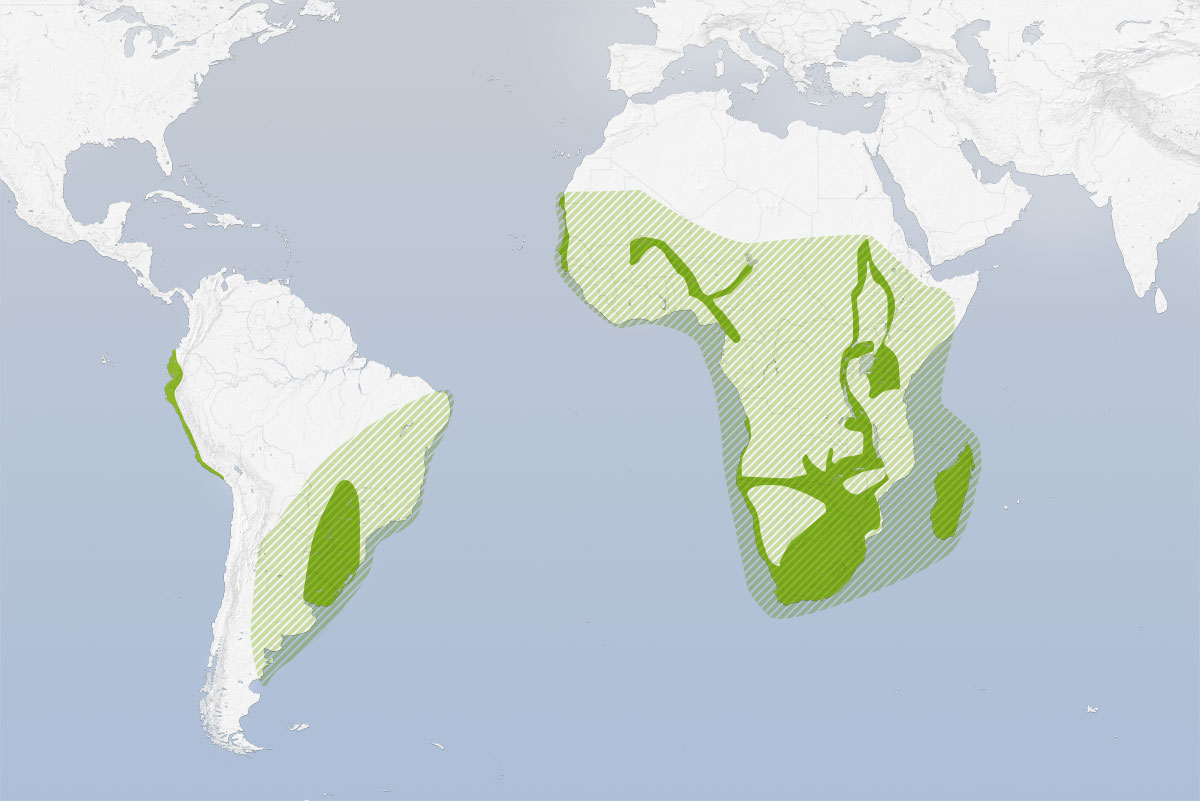
Brutverbreitung (Vollton) und Verbreitung außerhalb der Brutzeit (schraffiert)

Die Brutverbreitung der Graukopfmöwe erstreckt sich in zahlreichen disjunkten Teilarealen über Afrika und Südamerika. In Südamerika erstreckt sich ein Vorkommen an der Pazifikküste in Ecuador und Peru, ein zweites an der Atlantikküste vom mittleren Brasilien bis in den Süden der argentinischen Provinz Buenos Aires sowie im Inland entlang des Río Paraguay und des Paraná-Beckens südwärts bis Santa Fe. Die Afrikanischen Vorkommen sind sehr zerstreut, konzentrieren sich aber vorwiegend im Bereich des Äquators an Küsten und Flüssen in Senegambien, zwischen Äthiopien und Malawi, im südlichen Afrika, auf Madagaskar, sowie im Bereich des Großen Afrikanischen Grabenbruchs, wo die Art beispielsweise am Naivasha-, am Manyara-, am Elmentaita-, am Nakuru und am Turkana-See brütet.

## Geographische Variation und Hybriden
Es werden zwei Unterarten anerkannt, von denen die Nominatform etwas größer und oberseits heller ist. Zudem ist der weiße Spiegel auf den beiden äußeren Handschwingen ausgedehnter. Die westafrikanischen Vögel sind durchschnittlich größer, als die ostafrikanischen.
- Chr. c. cirrocephalus (Vieillot, 1818)[7] kommt an der Küste Ecuadors und Perus, am Río-de-la-Plata-Becken bis ins südliche Uruguay und das nordöstliche Argentinien vor. Im Binnenland  ist  sie entlang von Paraguay und dem Paraná-Becken bis in die Provinz Santa Fe verbreitet.
- Chr. c. poiocephalus (Swainson, 1837)[8] ist an den Küsten und im Binnenland Afrikas südlich der  Sahara, mit Ausnahme des zentralen nordöstlichen Afrikas verbreitet. Außerdem kommt sie auf Madagaskar vor.

In Südamerika wurde eine Hybride aus Graukopf- und Hartlaubmöwe festgestellt.

## Wanderungen
Viele Graukopfmöwen sind Standvögel oder Kurzstreckenzieher; viele Vögel, die im Binnenland brüten, überwintern an der Küste. Manche Vögel legen aber auch größere Strecken von bis zu 2000 km zurück. So wurden Vögel aus Natal sowohl auf westlicher Route an der Atlantikküste, als auch auf östlicher am Indischen Ozean festgestellt. Ähnliche Dismigrationen finden auch an der südamerikanischen Atlantikküste statt.
Größere Ansammlungen von Wintergästen treten an großen Seen wie dem Tschadsee, dem Victoriasee und dem Nakurusee auf, wo zwischen Januar und Februar 8000 Vögel gezählt wurden. In Senegambien ist die Art zwischen November und April in großen Zahlen an der Küste zu finden.
Als Irrgast wurde die Art in Panama, Florida, Spanien, Gibraltar, Israel und Ägypten, auf der Arabischen Halbinsel und am Roten Meer festgestellt. Bei einem Exemplar, das in Großbritannien beobachtet wurde, handelte es sich wohl um einen Gefangenschaftsflüchtling.

## Bestand
Der Weltbestand dieser Art wird meist auf unter 50000 Brutpaare geschätzt, bisweilen wird er auch mit 130.000–1.000.000 adulten Vögeln beziffert. Die größten Populationen liegen in Afrika, wo im Senegal, in Kenia und in Tansania Kolonien mit teils über 2500 Brutpaaren vorkommen. Auf den Musambwa Islands, drei felsigen Inseln am Westrand des Victoriasees, wurden 10.000 Brutpaare festgestellt, der Winterbestand liegt hier bei 100.000 Vögeln. Der südafrikanische Bestand von etwa 200 Brutpaaren in 70 Kolonien (Stand 1990er Jahre) scheint anzuwachsen. Die südamerikanische Population umfasst etwa 10000 Paare, die vorwiegend in Argentinien und an der Atlantikküste brüten. Seit den 1920er Jahren scheint der Bestandstrend positiv zu sein.
Von der IUCN wird die Art als nicht bedroht (“least concern”) angesehen.

## Ernährung
Die Graukopfmöwe ernährt sich vornehmlich von Fisch und verschiedenen Wirbellosen. Im Winter spielen Fischereiabfälle, anderer Abfall und tote Fische eine Rolle. Mancherorts tritt die Art als Kleptoparasit von Seeschwalben und Kormoranen in Erscheinung. Auch Eier von Flamingos, Reihern und Kormoranen werden gefressen. Manchmal ist die Art beim Stoßtauchen zu beobachten, manchmal sammelt sie im Schwimmen kleine Lebewesen von der Wasseroberfläche ab. Insekten wie beispielsweise Termiten werden aus der Luft gefangen.

## Fortpflanzung

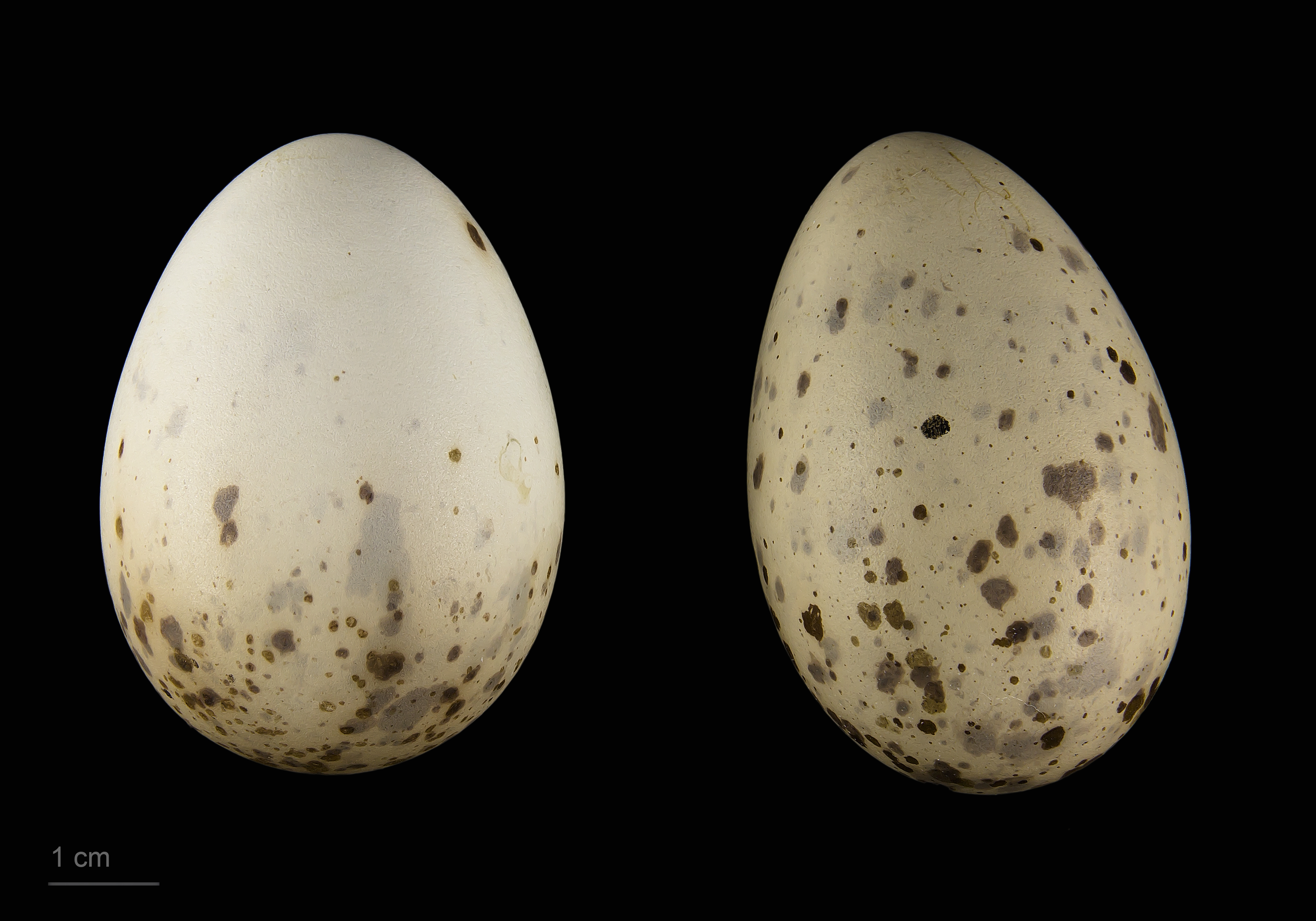
Chroicocephalus cirrocephalus

Die Brutzeit der Graukopfmöwe liegt im westlichen Afrika vor der Regenzeit, also zwischen April und Mai; in Peru beginnt sie Anfang Mai. Sie brütet in Kolonien, deren Nestabstand zwischen unter 1 und 100 m liegen kann. Das Nest wird auf dem Boden, in Schilf- oder Papyrus-Bulten, zwischen Halophyten wie Queller oder auf Schwimmpflanzendecken errichtet. Es besteht manchmal aus einer flachen Mulde, die spärlich mit Gras oder anderen Pflanzenteilen ausgekleidet wird; manchmal handelt es sich auch um einen Napf aus Binsen oder Gräsern. Das Gelege besteht in Südamerika meist aus 3, in Afrika aus 2–3 Eiern.

## Etymologie und Forschungsgeschichte
Die Erstbeschreibung der Graukopfmöwe erfolgte 1818 durch Louis Pierre Vieillot unter dem wissenschaftlichen Namen Larus cirrocephalus. Das Typusexemplar hatte Pierre Antoine Delalande in Brasilien gesammelt. 1836 führte Thomas Campbell Eyton die für die Wissenschaft neue Gattung Chroicocephalus ein.  Dieser Begriff leitet sich von χρωικος, χρωζω chrōikos, crōzō für „gefärbt, Farbe“ und -κεφαλος, κεφαλη -cephalos, cephalē für „-köpfig, Kopf“ ab. Der Artname cirrocephalus hat seinen Ursprung in lateinisch cirrus, cirrhus, cirri ‚Wolke, Haarlocke‘ und -κεφαλος, κεφαλη -cephalos, cephalē für „-köpfig, Kopf“ ab. Schließlich bildet sich poiocephalus πολιος polios für „grau“ und -κεφαλος, κεφαλη -cephalos, cephalē für „-köpfig, Kopf“. Alfred Laubmann fand in seinem Werk Die Vögel von Paraguay keinen Nachweis für die Art in Paraguay.